# 湯浅明彦
湯浅 明彦（ゆあさ あきひこ、1974年10月4日 - ）は、サンテレビジョンのアナウンサーでアナウンス部長。同局の放送対象地域である兵庫県西宮市の出身で、愛称は「ゆあぴー」。

## 来歴・人物
プロ野球選手を目指していたが、野球部のレギュラーになれずにいた中学2年の時に高校野球の中継を見て実況アナウンサーを志す。大阪市立大学卒業後、1998年サンテレビに入社。ちなみに生年月日は、長嶋茂雄（読売ジャイアンツ）が現役を引退したのと同年同月同日である。
プロ野球中継の『サンテレビボックス席』では、2000年9月21日の阪神タイガース対ヤクルトスワローズ戦中継（阪神甲子園球場）で実況デビュー。2003年と2023年には『サンテレビボックス席』の実況アナウンサー、2005年にはベンチリポーターとして阪神のセントラル・リーグ優勝が決まる瞬間に同球場で立ち会った（詳細後述）。
2002年度から2007年度までは、プロ野球のオフシーズンに、阪神タイガースの情報番組『熱血!!タイガース党』に出演。2005年度以外の放送では司会を務めていた。後輩のスポーツアナウンサー・木内亮が司会に起用された2008年度から不定期での出演に移行したが、2012年度の放送から「党首補佐」という肩書でレギュラー出演を再開している。
全国高等学校野球選手権兵庫大会の実況を2002年から行っている。2003年～2006年は準決勝(1試合)、決勝を担当。2007年は決勝を担当。野球番組以外にも、年末年始に関東で行われる全国高校サッカー選手権大会の取材をここ数年担当しており、実況・リポーターとして日本テレビ系列の電波に声が幾度も流れている。2015年1月10日の第93回大会準決勝「流通経済大柏×前橋育英」で、全国放送の実況を初めて担当。
2011年からは、『ヴィッセルスタジアム』（地元のJリーグクラブであるヴィッセル神戸の応援番組）のMCを担当。非常にテンションが高く、徳重健太がヴィッセルに在籍していた時期の公式戦ハイライトでは、GKである徳重のファインセーブの映像が流れるたびに「ケンタトクシゲェェェ!!」と雄叫びを上げることが恒例になっていた。ヴィッセルの公式戦が『ヴィッセルLive!』として定期的に中継されるようになった2017年シーズンからは、中継の実況も任されている。

## エピソード
2003年9月15日には、阪神がセントラル・リーグ優勝へのマジックナンバー「2」で臨んだ広島東洋カープ戦（甲子園でのデーゲーム）で実況を務めた。阪神はこの試合で、赤星憲広のサヨナラ安打で勝利。その2時間後に、マジックの対象チームであったヤクルトが横浜スタジアムで横浜ベイスターズとのナイトゲームに敗れたことによって、阪神の1985年以来18年振りの優勝が決まった。サンテレビでは甲子園球場に待機していた阪神ナインが星野仙一監督（当時）を胴上げしたシーンを急遽中継したが、湯浅は広島とのデーゲームに続いて実況を任されていたにもかかわらず、胴上げ中にあえて言葉をほとんど発しなかった。本人はその理由について、「『ファンは胴上げが見たいだろうから喋っても印象に残らない。だから我慢しよう』と（思った）」と後に語っている。
2010年9月30日の『サンテレビボックス席』で阪神対横浜ベイスターズ22回戦の実況を担当していたが、阪神の2点リードで迎えた9回表無死1・2塁から藤川球児が村田修一に逆転本塁打を許した瞬間、「行くな!行くな!超えるな!」と絶叫。2015年6月2日の阪神対千葉ロッテマリーンズ1回戦（いずれも阪神甲子園球場）では、9回表に呉昇桓が角中勝也に逆転満塁本塁打を浴びたシーンを、「前に来ていた!前に来ていた!前に来ていたー!」「嘘だろ!?嘘だろ!?これが現実です!」と実況した（両試合とも広澤克実が解説を担当）。ちなみにサンテレビでは、「行くな!行くな!超えるな!」という文字と湯浅の似顔絵を入れたマフラータオルを、2019年から『サンテレビボックス席』の公式グッズとして発売中。同局で放送されているCMでも、本人がマフラータオルを両腕で広げながら当時の想いを語っている。
安藤優也が阪神の現役投手だった時期の『熱血!!タイガース党』で、安藤と一緒にロケへ赴いた際に、安藤の好きな曲である長渕剛の『西新宿の親父の唄』を二人でカラオケで熱唱したことがある。
学生時代、センバツとプロ野球開催時に甲子園球場のビールの売り子のバイトをしていた。真弓明信が打ったサヨナラホームランの打球が自分のすぐそばに飛んできたことがあるという。
サンテレビが開局52年目で初めて東京ドームから自社制作による完全生中継を実施した2021年8月17日（火曜日）の横浜DeNAベイスターズ対阪神戦（DeNAの本拠地・横浜スタジアムが同年7 - 8月の2020東京オリンピックで野球・ソフトボール競技に使われていたことに伴って同球団が東京ドームで主催した試合）でも、広澤とのコンビで中継の実況を担当。新人ながら阪神の「5番・右翼手」としてスタメンに起用された佐藤輝明（近畿大学硬式野球部への在籍中から取材を続けている左打者）がシーズン21号本塁打（日本プロ野球の公式戦における新人左打者としてのシーズン最多本塁打記録）と22号本塁打（阪神では1969年の田淵幸一に並ぶ新人選手の一軍公式戦シーズン最多本塁打記録）を放ったシーンも伝えた。佐藤はサンテレビで完全生中継を再び実施した8月19日（木曜日）の同カード（後輩アナウンサーの橋本航介が実況を担当した試合）で23号本塁打を放ったが、湯浅は17日の中継終了後に、「1998年度にサンテレビへ入社したので、同じ年度中（1999年3月13日）に生まれた佐藤選手には縁を感じてきた。我が社（サンテレビ）にとって大きな節目の試合（開局以来初めての東京ドームからの中継）が彼の快挙と重なったので、私にとっても一生忘れられない実況になった」と述懐している。
2023年9月14日には、『サンテレビボックス席』の阪神対読売ジャイアンツ（巨人）戦（甲子園球場でのナイトゲーム）完全中継で実況を担当。地上波テレビ局ではサンテレビだけで中継されたこの試合を、セントラル・リーグ優勝マジックのマジックナンバー「1」で迎えた阪神が、2005年以来18年振りの優勝を「自力」（この試合での勝利を含めての11連勝）で決めた瞬間を「11連勝でフィニッシュ!史上最強の猛虎、ここにあり!!」というフレーズで伝えた。さらに、阪神の岡田彰布監督（当時）が優勝を「アレ」という隠語で表現してきたことを踏まえて、岡田の胴上げシーンの直後には「阪神が18年振りの・・・岡田さん、もう言ってもいいですよね? …『優勝』です!!」と絶叫。この試合を1点差で締めくくったクローザーの岩崎優が横田慎太郎（2014年入団の同期生で2019年に引退）の現役時代のユニフォーム（背番号24）を手にナインから胴上げされたシーンでは、2023年7月18日に28歳で逝去した横田への想いを優しい口調でにじませながら「横田さん、今どこで見ていますか? 先輩たちが、同期生たちが、そして、あなたの愛した後輩たちが、『優勝』という最高の結果を残してくれましたよ。あなたのことは、一生忘れません」とのメッセージを送っていた。ちなみに、横田は2016年の開幕当初に金本知憲（岡田の2代前の監督）から一軍の正外野手に抜擢されながら、死因にもなった脳腫瘍の発症によって志半ばで引退。このような経緯を知ったうえで湯浅の胴上げ実況に接した阪神ファンからは、「横田へのメッセージに感涙した」という趣旨のコメントがSNSなどに相次いで寄せられた。

## 出演番組

### 現在
- サンテレビボックス席（実況またはベンチリポーター）
  - 『サンテレビボックス席』での阪神戦中継が開局から通算で2500試合に達した2006年5月9日（甲子園球場での阪神対千葉ロッテマリーンズ第1回戦）の試合前には、サンテレビとタイガースの歴史を振り返るコーナーで司会を務めた。
  - 2024年度の下半期には、上半期に不定期で放送されていた『虎辞書なる!!』（サンテレビが所蔵する阪神戦中継のアーカイブ映像を活用した収録番組）が初めてレギュラーで編成されることを受けて、同番組の「ナビゲーター」（進行・解説役）に起用されている。
- 熱血!!タイガース党（前述）
- ヴィッセルLive!（ヴィッセル神戸の公式戦中継、実況）
- ヴィッセルスタジアム（ヴィッセル神戸の情報・公式戦ダイジェスト番組、MC）
- 全国高等学校野球選手権兵庫大会中継（実況）
- 全国高校サッカー選手権大会（日本テレビ系列、実況または応援席リポーター）
- ヴィクトリーナLive!（ヴィクトリーナ姫路主催試合中継、実況）
- SUN-TVニュース（不定期）
- ストークスLive!（神戸ストークスホームゲーム中継、実況・リポーター）

### 過去
- ニュースEyeランド（スポーツコーナー、出演開始時期不明 - 2007年3月30日）
- NEWS SIGNAL（スポーツキャスター）
- 情報スタジアム 4時!キャッチ（スポーツ関連の取材企画で不定期出演）
- らじ丸にっち!(青森放送、電話出演)